# Ijsbrand Chardon
IJsbrand Chardon est un meneur d'attelage néerlandais né le 2 janvier 1961. Au cours de sa longue carrière de meneur, il est régulièrement sur les podiums des plus grandes compétitions internationales et également plusieurs fois champion du monde en attelage à quatre chevaux en individuel comme en équipe, sa dernière victoire en date étant la médaille d’or remportée par équipe lors des  Jeux équestres mondiaux de 2014.
Il remporte le titre mondial en individuel en 1988, 1992, 2002 et 2008, termine deuxième en 1986, 2000, 2004, 2006 et 2010 et troisième en 1990, 1994 et 2012. Il remporte également la Coupe du monde d'attelage à quatre chevaux en 2005, 2006 et 2016, terminant deuxième en 2007, 2009 et 2012, ainsi que troisième en 2008, 2010, 2011, 2013, 2015 et 2020.